# 阿圖烏
阿圖烏（英語：Atu'u）是美屬薩摩亞圖圖伊拉島上的一座村莊。它位於帕果帕果港海岸，靠近美屬薩摩亞首府帕果帕果。
阿圖烏有28家商。其中大多數是速食店、餐館、夜總會、酒吧和零售店。該村莊還設有診所、自助洗衣店和魚類代理商。

阿圖烏的領導人於2002年實施了夜間宵禁，以解決因夜總會數量過多而導致的社會問題。
根據2010年美國人口普查的數據顯示，居住於阿圖烏的人口為359人。